# Gliese 179 b
Gliese 179 b (també conegut com a HIP 22627 b i GJ 179 b) és un planeta extrasolar que orbita l'estel de tipus M de la seqüència principal Gliese 179, localitzat aproximadament a 40 anys llum, a la constel·lació d'Orió. Aquest planeta té una massa similar a la de Júpiter i triga 6,4 anys a completar el seu període orbital, amb un semieix major de 2,45 ua. Va ser descobert mitjançant el mètode de la velocitat radial el 13 de novembre de 2009, usant en telescopi Keck, juntament amb altres 5 planetes.